# Gens Pompònia
La gens Pompònia (en llatí Pomponia gens) va ser una gens romana d'origen plebeu. Cap al final de la república aquesta gens, com també feien altres gentes romanes, buscava el seu origen en els temps primitius de l'estat romà. Van decidir que el seu nom provenia de Pompo una suposada filla del segon rei romà Numa Pompili, i van posar la imatge d'aquest rei a les seves monedes.
Inicialment no van portar cap cognomen, però més endavant van agafar el de Matho. Altres cognoms usats, que es coneixen sobretot per les monedes, són Moló, Musa i Ruf.

## Membres destacats
- Marc Pomponi va ser tribú de la plebs elegit a l'abolició del decemvirat el 449 aC.[2]
- Marc Pomponi tribú amb potestat consular el 399 aC, fill o net de l'anterior.[3]
- Quint Pomponi, tribú de la plebs el 395 aC.
- Marc Pomponi, tribú de la plebs el 362 aC.
- Marc Pomponi Mató cònsol el 233 aC.
- Marc Pomponi, tribú de la plens el 167 aC.
- Marc Pomponi, cavaller romà.
- Marc Pomponi, edil el 82 aC.
- Gneu Pomponi, orador romà.
- Marc Pomponi, militar romà.
- Pomponi, polític romà.
- Sext Pomponi, jurista roma.
- Luci Pomponi Bononiense, escriptor de faules atel·lanes.
- Publi Pomponi Grecí, cònsol sufecte l'any 16.
- Tit Pomponi Veiantà, militar romà.